# 活躍用戶
活躍用戶（英語：Active users）數是衡量互聯網產品（例如社交網絡服務、在線遊戲或移動應用）成功與否的性能指標，它衡量在給定的時間間隔內有多少用戶訪問該產品或服務或與該產品或服務進行交互。通常以每月活躍用戶（MAU）、每週活躍用戶（WAU）、每天活躍用戶（DAU）或peak concurrent users（PCU）來評估該指標）。

## 使用
任何時間尺度上的活躍用戶都可以大致了解產品保持的回頭客數量，並且可以通過比較此數量上的變化來預測消費者數量的增長或下降。
DAU與MAU的比率提供了一種基本的方法來估算一段時間內的客戶參與度和保留率。較高的比率表示較大的保留概率，這通常表示產品成功。比率0.15和更高被認為是增長的轉折點，而持續比率0.2或更高則標誌著持久的成功。
活躍的用戶數據可用於確定高流量時段，並創建用於定向廣告的用戶行為模型。

## 數據收集方法和問題
使用特定公司的內部數據計算活躍用戶。數據是根據執行特定操作的唯一用戶收集的，這些操作被數據收集者視為活動的標誌。這些操作包括訪問網站的主頁或啟動頁面，登錄，評論，上傳內容或使用該產品的類似操作。訂閱服務的人數在其持續時間內也可以視為活躍用戶。每個公司都有自己的確定活躍用戶數量的方法，許多公司沒有共享有關如何計算活躍用戶的具體細節。一些公司會隨著時間的推移更改其計算方法。如果無法準確反映用戶對產品的參與程度，則將用戶標記為活動中的特定操作會極大地影響數據的質量，從而導致數據產生誤導。基本操作（例如登錄產品）可能無法準確地表示出客戶參與度，並增加了活躍用戶的數量，而上載內容或評論對於產品而言可能過於具體，並且用戶活動不足。